# 東京海上ホールディングス
東京海上ホールディングス株式会社（とうきょうかいじょうホールディングス、英: Tokio Marine Holdings, Inc.）は、東京海上日動火災保険、東京海上日動あんしん生命、日新火災海上保険などを傘下に置く日本の保険持株会社。東京都千代田区大手町の常盤橋タワーに本社を置く。2002年4月2日設立、2008年7月に、旧商号のミレアホールディングスより変更した。
東証プライム市場と、米国NASDAQの上場企業。日経平均株価および読売株価指数、TOPIX Core30、JPX日経インデックス400の構成銘柄の一つ。

## 概略
2002年4月の東京海上と日動火災の共同株式移転での経営統合により、株式会社ミレアホールディングスとして発足した。
もともとは2001年1月、三菱グループの東京海上火災保険（東京海上）、旧芙蓉グループ系の日動火災海上保険（日動火災）、旧第一勧銀グループ系の朝日生命保険（朝日生命）が、経営統合を見据えて「ミレア保険グループ」を結成したのが始まりである。更に、農業協同組合（JA）や中小企業を得意先としている共栄火災海上保険（共栄火災）もグループに加わる。当初、2002年度に東京海上と日動火災は持株会社下で先行統合の上、朝日生命と共栄火災は相互会社から株式会社に組織変更後、2004年をめどに持株会社に合流して経営統合する計画であった。
しかし、2003年までに朝日生命と共栄火災は東京海上との確執や株式など運用資産の下落による財務基盤低下からグループから離脱した。これにより、「ミレア保険グループ」は解体され、2004年10月1日に持株会社傘下の東京海上と日動火災の合併による東京海上日動火災保険の発足に留まった。なお、2006年に日新火災保険を100%子会社化、2008年にはサブプライムローン問題の影響で弱体化した米大手保険会社を買収している。
2008年1月には日本厚生共済会（現・東京海上ミレア少額短期保険）を買収したことで少額短期保険事業に、2009年6月にはNTTファイナンス（NTTグループ）との出資によりイーデザイン損害保険を設立し、通販型損害保険事業にそれぞれ参入している。
MS&ADインシュアランスグループホールディングス、SOMPOホールディングスと鼎立しており、いわゆる「三メガ損保」の一角である。

## 沿革
参照：
- 2000年9月：東京海上、日動火災、朝日生命の3社は、将来の経営統合を前提とした業務提携と、生損保の垣根を越えた総合保険グループの構想を発表した。
- 2000年10月：東京海上は共栄火災と、信用金庫の窓口販売に関する業務提携を発表した。
- 2001年1月：東京海上、日動火災、朝日生命が「ミレア保険グループ」を結成[注釈 2][6]。
- 2001年3月：共栄火災がミレア保険グループに参加。
- 2002年2月：朝日生命は早期経営統合策を、東京海上との意見相違や資金の折合いがつかないことから株式会社への転換を含め、経営統合の白紙撤回を発表。朝日生命は親密先の第一勧業銀行（現・みずほ銀行）やあさひ銀行（現・りそな銀行）などに対し、相互会社基金の増額[注釈 3]を要請した。
- 2002年4月2日：東京海上と日動火災は共同株式移転により、金融持株会社の株式会社ミレアホールディングスを設立[10]。ミレアHDは東証・大証の各第一部市場に新規上場。
- 2002年8月22日：共栄火災がJA共済連グループ入りに伴い、ミレア保険グループから離脱[11]。
- 2003年1月10日：膠着状態が続いていた朝日生命が、ミレア保険グループからの離脱を発表[12]。
- 2003年3月：連結子会社の東京海上が日新火災海上保険（日新火災）と、広範囲な業務提携を締結。
- 2003年4月：連結子会社の東京海上と日動火災より、東京海上あんしん生命と日動生命の全株式をそれぞれ取得。
- 2003年10月1日：連結子会社の東京海上あんしん生命保険が日動生命保険を吸収合併のうえ、東京海上日動あんしん生命保険（あんしん生命）に商号変更。
- 2004年2月：連結子会社の東京海上がスウェーデン大手保険会社のScandia Insurance Co., Ltd.より、同社日本法人のスカンディア生命保険の全株式を約200億円で取得[13]。
- 2004年4月：連結子会社の東京海上より、東京海上日動フィナンシャル生命保険（フィナンシャル生命、旧商号のスカンディア生命保険から変更）の保有分全株式を取得。
- 2004年10月1日：連結子会社の東京海上が日動火災を吸収合併のうえ、東京海上日動火災保険（東京海上日動）に商号変更[14][15]。
- 2006年1月：BPO子会社として、ミレア・モンディアルを設立。
- 2006年9月30日：株式交換により、日新火災を完全子会社化[16]。
- 2007年6月：連結子会社の東京海上日動がシンガポール大手生保・損保のAsia General Holdings, Limitedの全株式を、約500億円で取得[17]。
- 2007年7月：米国NASDAQ市場でのADRより上場廃止、店頭市場に移行。
- 2008年1月21日：ミレアHDがミレア日本厚生少額短期保険（旧日本厚生共済会、現・東京海上ミレア少額短期保険）に資本参加、少額短期保険業に進出。
- 2008年3月：連結子会社の東京海上日動が、英国ロイズ市場で大手保険グループのKiln社を買収[18]。
- 2008年4月1日：連結子会社のミレア日本厚生少額短期保険が、全連共の新規契約募集の業務を譲受け[19]。
- 2008年7月1日：旧商号のミレアホールディングスから、東京海上ホールディングス株式会社に変更。
- 2008年11月：連結子会社の東京海上日動が中国法人として、東京海上日動火災保険（中国）有限公司を設立。
- 2008年12月：連結子会社の東京海上日動が米国大手損保のPhiladelphia Consolidated Holding Corporationの全株式を、約4980億円で取得[20][21][22]。
- 2009年3月：ブラジル法人のレアルヴィダ社の保有分全株式を、スペイン最大の商業銀行のBanco Santander S.A.に約281億円で売却[23][24]。
- 2009年6月13日：大手金融サービスのNTTファイナンスと共同で、自動車保険のイーデザイン損害保険を開業[25]。
- 2011年7月1日：インド大手金融グループのEdelweiss Capital Limitedと共同で、生保のEdelweiss Tokio Life Insurance Co., Ltd.を設立[26][27]。
- 2011年8月11日 - 連結子会社の東京海上日動が米国大手保険グループのCNA Financial Corporationより、ハワイ最古の損保のFirst Insurance Company of Hawaii, Ltd.の保有分全株式（50.0％）を約129億円で追加取得すると発表[28]。
- 2012年5月16日 - 連結子会社の東京海上日動が米国大手保険グループのDelphi Financial Group, Inc.の全株式を、約2100億円で取得[29][30]。
- 2012年5月24日 - マレーシアのコングロマリットのMalayan United Industries Berhadより、現地中堅損保のMUI Continental Insurance Berhadを買収すると発表[31]。
- 2014年1月：連結子会社の東京海上日動が、欧州保険事業を再編[32]

| 1. 欧州事業の中間持株会社として、Tokio Marine Kiln Group Limited（Kiln社より変更）を設立。 |  | 2. 東京海上日動の欧州拠点を、TMK Groupの下に集約・統合。 |

- 2014年10月1日：連結子会社のあんしん生命保険が、フィナンシャル生命保険を吸収合併[33][34]。
- 2015年10月28日：連結子会社の東京海上日動が米国大手スペシャリティ保険のHCC Insurance Holdings, Inc.の全株式を、約9000億円で取得[35][36]。
- 2018年6月19日：連結子会社の東京海上日動がオーストラリア最大の損保のInsurance Australia Group Limitedより、タイ法人とインドネシア法人を計428億円で買収すると発表[37][38]。
- 2018年12月：南アフリカ大手保険のHollard Holdings Pty LtdとHollard International Pty Ltdの第三者割当増資を引受け、両社の株式22.5%を総額約400億円で取得[39]。
- 2019年3月：連結子会社の東京海上日動が再保険子会社のTokio Millennium Re AGと、Tokio Millennium Re（UK）Limitedの全株式を、英国領バミューダ諸島大手再保険のRenaissanceRe Holdings Ltd.に総額約1700億円で売却[40]。
- 2019年12月：翌2020年中をめどに、エジプト生保のTokio Marine Egypt Family Takaful S.A.E.の株式75.0％を、現地大手金融サービスのEFG Holding Company SAEに約5億5000万円で売却すると発表[41]。
- 2020年2月10日：米国法人のHCC Insurance Holdings, Inc.が、米国富裕層向け保険グループのPrivilege Underwriters, Inc.を、約3255億円で大型買収[42]。
- 2020年6月1日：米国法人のHCC Insurance Holdings, Inc.が、英国総合保険代理店のGCube社を買収[43]。
- 2021年11月1日：国立研究開発法人防災科学技術研究所と共同で、防災・減災サービスのI-レジリエンスを設立[44]。
- 2022年1月4日：米国法人のDelphi Financial Group, Inc.が、現地生保のStandard Security Life Insurance Company of New Yorkを約200億円で買収[45][46]。
- 2022年4月：東証の市場区分見直しに伴い、プライム市場に移行。
- 2022年5月：本店ビル建替えのため、本店を常盤橋タワーへ移転。
- 2022年6月17日：英国法人のTokio Marine Kiln Group Limitedが米国保険代理店（建設工事保険）のHighland Insurance Solutions, LLC.を、カナダ大手損保のIntact Financial Corporationに売却すると発表[47]。
- 2023年7月18日：米国法人のHCC Insurance Holdings, Inc.が、現地総合保険代理店（ギャップ医療保険）のGulf Guaranty Employee Benefit Services, Inc.を買収すると発表[48][49]。
- 2024年1月4日：Tokio Marine Pacific Insurance Limitedを、Calvo Enterprises,Inc.に売却（売却額は非開示）[50][51]。
- 2025年2月13日：TOBにより、日本最大の建設コンサルタントのID&Eホールディングスを買収[52][53]。

## 本店
本店は東京都千代田区丸の内1丁目の東京海上日動ビル本館（1974年竣工）に置かれていたが、新館とともに建て替えられることになったため、千代田区大手町2丁目の常盤橋タワーに仮移転している。
千代田区丸の内1丁目の新本店ビルはレンゾ・ピアノの設計で、地下3階、地上20階、塔屋2階の規模となる。2022年10月に旧本店ビル（本館・新館）の解体から始まり、2024年12月に新本店ビルの建築、2028年度の竣工を目指している。

## 歴代社長
| 代                       | 氏名                   | 就任日                 | 退任日                 | 出身校                 |
| ミレアホールディングス   | ミレアホールディングス | ミレアホールディングス | ミレアホールディングス | ミレアホールディングス |
| ------------------------ | ---------------------- | ---------------------- | ---------------------- | ---------------------- |
| 1                        | 石原邦夫               | 2002年4月              | 2007年6月              | 東京大学法学部         |
| 2                        | 隅修三                 | 2007年6月              | 2008年7月              | 早稲田大学理工学部     |
| 東京海上ホールディングス |                        |                        |                        |                        |
| 2                        | 隅修三                 | 2008年7月              | 2013年6月              | 早稲田大学理工学部     |
| 3                        | 永野毅                 | 2013年6月              | 2019年6月              | 慶應義塾大学商学部     |
| 4                        | 小宮暁                 | 2019年6月              | 2025年6月              | 東京大学工学部         |
| 5                        | 小池昌洋               | 2025年6月              | 現職                   | 慶應義塾大学法学部     |

## 不祥事等
- 2005年、保険業界全体の大規模な不祥事である保険金不払い事件が発覚した。東京海上日動火災保険も同様に、不適切な不払いが続々と大量に発覚していき、2007年3月14日には第三分野保険の大量不払いが原因で、金融庁により業務停止命令および業務改善命令の行政処分を受けるに至った。こうした不払い問題の責任を取る形で、当時社長であった石原邦夫[注釈 4]は2007年6月21日をもって代表権の無い会長職へ退き、その後任に当時東京海上日動火災保険の専務を務めていた隅修三が昇格し、石原に代わってミレアホールディングスと東京海上日動火災保険の社長職を兼任する形となった。
- 2023年12月26日、金融庁が三井住友海上火災保険、あいおいニッセイ同和損害保険、2代目損害保険ジャパン、東京海上日動火災保険（以下、この4社を「大手損保4社」という）に対し、法人向け共同保険で事前の価格調整があったとして、業務改善命令を発令[56]。
- 2024年7月4日、公取委が大手損保4社間で、法人向け共同保険でカルテルが結ばれていたと認定[57][58]。
- 2024年10月31日、公取委が大手損保4社に対し、計20億円余りの課徴金納付命令を発令[59][60]。
- 2025年3月24日、金融庁が大手損保4社に対し、昨年度から顧客の個人情報の漏洩（268万件余）があったとして、業務改善命令を発令。不正の内容としては、いわゆる乗合い保険代理店に出向していた社員が、同業他社の情報を自社内に漏らしていた、というもの[61][62]。

## 事業構成比
英語社名は"Tokio Marine"とマリン（海上保険）をうたってはいるが、事業構成比ではオート系（自動車保険・自賠責）が大部分を占めている。
| 売上順位 | 区分       | 元受正味保険料 | 構成比 |
| -------- | ---------- | -------------- | ------ |
| 1        | 自動車     | 1兆1741億円    | 47%    |
| 2        | 火災       | 4446億円       | 18%    |
| 3        | その他新種 | 4192億円       | 17%    |
| 4        | 傷害       | 1995億円       | 8%     |
| 5        | 自賠責     | 1904億円       | 7%     |
| 6        | 海上       | 907億円        | 3%     |
| 合計     | 合計       | 2兆5188億円    | 100%   |

（自 2023年4月1日　至 2024年3月31日）

## 東京海上グループ

### Japan P&C 事業
損害保険
東京海上日動火災保険株式会社（東京海上HD 100.0%）- 大手損保サービス
【少額短期保険業】
- Tokio Marine X少額短期保険株式会社（東京海上日動 100.0%）- デジタルを活用した少短保険サービス

【金融・資産運用】
- 東京海上日動パートナーズマネジメント株式会社（東京海上日動 100.0%）- 保険代理店業務を統括する中間持株会社

| - 株式会社東京海上日動パートナーズ北海道（TNP 100.0%）- 北海道での保険代理店業務 - 株式会社東京海上日動パートナーズEAST（TNP 100.0%）- 東京、千葉、神奈川を除く関東での保険代理店業務 - 株式会社東京海上日動パートナーズ東海北陸（TNP 100.0%）- 東海・北陸での保険代理店業務 - 株式会社東京海上日動パートナーズ中国四国（TNP 100.0%）- 中四国での保険代理店業務 |  | - 株式会社東京海上日動パートナーズ東北（TNP 100.0%）- 東北での保険代理店業務 - 株式会社東京海上日動パートナーズTOKIO（TNP 100.0%）- 東京都、千葉県、神奈川県での保険代理店業務 - 株式会社東京海上日動パートナーズかんさい（TNP 100.0%）- 関西での保険代理店業務 - 株式会社東京海上日動パートナーズ九州（TNP 100.0%）- 九州での保険代理店業務 |

| - 東京海上日動あんしんコンサルティング株式会社（東京海上日動 100.0%）- 総合コンサル型保険代理店業務 - 東京海上日動ファイナンス株式会社（東京海上日動 100.0%）- DCカードの発行等の金融サービス |  | - 三菱アセット・ブレインズ株式会社（三菱UFJ銀行 25.0%、三菱UFJ信託銀行 25.0%、東京海上日動 25.0%、明治安田生命保険 25.0%）- 投資信託評価業務等 - 東京海上メザニン株式会社（東京海上日動 100.0%）- メザニンファンドの運営、管理 |

【情報システム】
| - 東京海上日動システムズ株式会社（東京海上日動 100.0%）- 金融系Sler |  | - 株式会社東京海上日動コミュニケーションズ（東京海上日動 100.0%）- 東京海上日動のヘルプデスク業務 |

【調査・研究・研修】
| - 株式会社東京海上研究所（東京海上日動 100.0%）- シンクタンク |  | - 株式会社東京海上日動HRA（東京海上日動 100.0%）- 東京海上グループ向け研修サービス |

【損害・アシスタンスサービス】
| - 東京海上日動調査サービス株式会社（東京海上日動 100.0%）- 損保での損害・事故原因調査、生保での給付金支払事由調査 |  | - 東京海上日動安心110番株式会社（東京海上日動 100.0%）- 保険事故の受付、事故相談 - 東京海上インターナショナルアシスタンス株式会社（東京海上日動 100.0%）- 海外旅行保険のアシスタンスサービス |

【事務サービス】
- 東京海上日動事務アウトソーシング株式会社（東京海上日動 100.0%）- 各種保険の契約事務手続きに関するBPOサービス

【介護サービス】
- 東京海上日動ベターライフサービス株式会社（東京海上日動 100.0%）- 総合介護サービス

日新火災海上保険株式会社（東京海上HD 100.0%）- リテール損保サービス
【保険関連】
| - ユニバーサルリスクソリューション株式会社（日新火災 100.0%）- リスクコンサルファーム |  | - 日新火災インシュアランスサービス株式会社（日新火災 100.0%）- 損保・生保の保険代理店業務 |

【事務代行等】
| - 日新火災総合サービス株式会社（日新火災 100.0%）- 荷造り・印刷・製本・集配業務等 |  | - 日新火災情報システム株式会社（日新火災 100.0%）- ユーザー系Sler |

イーデザイン損害保険株式会社（東京海上HD 97.8%、NTTファイナンス 2.2%）- 大手ダイレクト型自動車保険サービス
少額短期保険
| - 東京海上ミレア少額短期保険株式会社（東京海上HD 100.0%）- 東日本地域での賃貸住宅の入居者向け少短保険サービス |  | - 東京海上ウエスト少額短期保険株式会社（東京海上HD 100.0%）- 西日本地域での賃貸住宅の入居者向け少短保険サービス |

### Japan Life 事業
- 東京海上日動あんしん生命保険株式会社（「あんしん生命」、東京海上HD 100.0%）- 大手生保サービス[66]

| - 株式会社東京海上あんしんエージェンシー（あんしん生命 100.0%）- 総合保険代理店業務 |  | - 東京海上日動あんしんサポート株式会社（あんしん生命 100.0%）- あんしん生命のサポート業務等 |

### International 事業
東アジア
| - 東京海上日動火災保険（中国）有限公司（東京海上日動 100.0%）- 中国の損保サービス - 新安東京海上産物保険股份有限公司（東京海上日動 50.2%）- 台湾の大手損保サービス |  | - 東京海上火災保険（香港）有限公司（東京海上日動 100.0%）- 香港の損保サービス |

東南アジア
- Tokio Marine Asia Pte. Ltd.（東京海上日動 100.0%）- 東南アジア・インド地域を統括する中間持株会社

| - Tokio Marine Safety Insurance (Thailand) PCL（TMA 100.0%）- タイの損保サービス - Tokio Marine Insurances (Malaysia) Bhd.（TMA 100.0%）- マレーシアの損保サービス - Tokio Marine Insurance Singapore Ltd.（TMA 100.0％）- シンガポールの損保サービス - PT. Asurasi Tokio Marine Indonesia（TMA 80.0%、PT Asuransi Jasa Indonesia 20.0%）- インドネシアの損保サービス - Tokio Marine Insurance Vietnam Co.,Ltd.（TMA 100.0%）- ベトナムの損保サービス - Malayan Insurance Company Inc.（TMA 100.0％）- フィリピンの損保サービス |  | - Tokio Marine Life Insurance (Thailand) PCL（TMA 100.0％）- タイの生保サービス - Tokio Marine Life Insurance Malaysia Bhd.（TMA 100.0%）- マレーシアの生保サービス - Tokio Marine Life Insurance Singapore Ltd.（TMA 99.7%）- シンガポールの生保サービス - PT Tokio Marine Life Insurance Indonesia（TMA 100.0%）- インドネシアの生保サービス - IFFCO-TOKIO General Insurance Company Ltd.（TMA 49.0%、IFFCO 51.0%）- インドの損保サービス - Grand Guardian Tokio Marine General Insurance Co., Ltd.（TMA 15.0%、Grand Guardian Insurance Holding PCL 85.0%）- ミャンマーの損保サービス |

オセアニア
- Tokio Marine Management (Australasia) Pty Ltd（東京海上日動 100.0%）- オーストラリア、ニュージーランドの保険総代理店業務

ヨーロッパ
| - Tokio Marine Kiln Group Ltd（東京海上日動 100.0%）- 欧州地域を統括する中間持株会社 - Tokio Marine Kiln Insurance Services Ltd（TMK 100.0%）- 英国最大の保険会社 |  | - Tokio Marine Risk Management Rus, LLC（東京海上日動 100.0%）- ロシアのリスクマネジメントサービス |

北アメリカ
- Tokio Marine North America, Inc.（東京海上日動 100.0%）- 北米地域を統括する中間持株会社

| - TMNA Services, Inc.（TMNA 100.0%）- 北米の保険サービス |  | - First Insurance Company of Hawaii, Ltd.（TMNA 100.0%）- ハワイ州の損保サービス |

- Delphi Financial Group, Inc.（東京海上日動 100.0%）- 保険持株会社

| - Reliance Standard Life Insurance Company（Delphi Financial 100.0%）- 米国の生保サービス - Standard Security Life Insurance Company of New York（RSL 100.0%）- ニューヨーク州の有給休暇補償保険、短期就業不能補償保険 |  | - Safety National Casualty Corporation（Delphi Financial 100.0%）- 米国の損保サービス（労災保険など） - Matrix Absence Management, Inc.（Delphi Financial 100.0%）- 米国の保険代理店業務 |

- HCC Insurance Holdings, Inc.（東京海上日動 100.0%）- 保険持株会社

| - HCC International Insurance Company PLC（HCC Insurance 100.0%）- 英国の保険サービス - Gulf Guaranty Employee Benefit Services, Inc.（HCC Insurance 100.0%）- 米国の保険総代理店業務 |  | - Tokio Marine Europe S.A.（HCC Insurance 100.0%）- 欧州の保険サービス - Tokio Marine HCC México Compañía Afianzadora, S.A. de C.V.（HCC Insurance 100.0%）- ブラジルの保険サービス |

| - Philadelphia Consolidated Holding Corp.（東京海上日動 100.0%）- 保険持株会社 - Philadelphia Insurance Companies（Philadelphia 100.0%）- 特定業種向けパッケージ保険の引受け - World Wide Specialty Programs, Inc（Philadelphia Insurance 100.0%）- 人材派遣業界向け保険事業 |  | - Privilege Underwriters, Inc.（東京海上日動 100.0%）- 保険持株会社 - PURE Risk Management, LLC（PUI 100.0%）- 米国の富裕層向け保険サービス - Tokio Marine Canada Ltd.（東京海上日動 100.0%）- カナダの損保サービス |

南アメリカ
| - Tokio Marine Seguradora S.A.（東京海上日動 100.0%）- ブラジルの損保サービス |  | - Tokio Marine Compania de Seguros, S.A. de C.V.（東京海上日動 100.0%）- ブラジルの保険代理店業務 |

中東
| - Tokio Marine Egypt General Takaful S.A.E.（東京海上日動 100.0%）- エジプトの損保タカフル事業 |  | - Al-Futtaim Development Services Company-LLC（Al Futtaim Groupとの共同出資）- UAEの損保代理店業務 |

### ソリューション・その他事業
資産運用
- 東京海上アセットマネジメント株式会社（東京海上HD 100.0%）- 資産運用サービス

| - Tokio Marine Asset Management (USA), Ltd.（東京海上アセマネ 100.0%）- 米国の資産運用サービス - Tokio Marine Asset Management (London) Ltd.（東京海上アセマネ 100.0%）- 英国の資産運用サービス |  | - Tokio Marine Asset Management International Pte. Ltd.（東京海上アセマネ 100.0%）- シンガポールの資産運用サービス |

不動産
- 東京海上日動ファシリティーズ株式会社（三菱UFJ銀行、みずほ銀行他6社との共同出資）- 総合ファシリティマネジメント

| - 東京海上日動ファシリティーサービス株式会社（東京海上日動ファシリティーズ 100.0%）- 清掃・設備管理・サービス業務等 |  | - 東京海上日動レックサービス株式会社（東京海上日動ファシリティーズ 100.0%）- 独身寮、保養所など福利厚生施設の運営管理等 |

コンサルティング
| - 東京海上日動メディカルサービス株式会社（東京海上HD 100.0%）- トータルヘルスケアのコンサルファーム |  | - 東京海上ディーアール株式会社（東京海上HD 100.0％）- リスクコンサルファーム |

ヘルスケア
| - 東京海上ヘルスケア株式会社（東京海上HD 100.0%）- ヘルスケアサービス |  | - 東京海上ウェルデザイン株式会社（東京海上HD 100.0%）- 動物病院向けの経営支援サービス |

アシスタンス
- 東京海上アシスタンス株式会社（東京海上HD 100.0%）- 東京海上グループの自動車保険加入者向けの各種アシスタント業務

情報システム
| - 東京海上レジリエンス株式会社（東京海上HD 100.0%）- 防災・減災総合ソリューション事業 |  | - 東京海上スマートモビリティ株式会社（東京海上HD 100.0%）- 事業者向けモビリティソリューションの提供 |

コーポレート
| - 株式会社 東京海上日動キャリアサービス（東京海上HD 100.0%）- 総合人材サービス |  | - 東京海上ビジネスサポート株式会社（東京海上HD 100.0%）- 特例子会社（バックオフィス業務） |

建設コンサルタント
- ID&Eホールディングス株式会社（東京海上HD 85.7%）- 持株会社[67]
  - 日本工営ビジネスパートナーズ株式会社（ID&E HD 100.0%）- グループ経営管理

【コンサルティング】
| - 日本工営株式会社（ID&E HD 100.0%）- 日本最大の総合建設コンサルタント - 株式会社ジオプラン・ナムテック（ID&E HD 56.0%）- 都市インフラに関するITコンサルタント - Nippon Koei India Pvt. Ltd.（ID&E HD 99.9%）- インドの建設コンサルタント |  | - 日本シビックコンサルタント株式会社（ID&E HD 85.3%）- 地下構造物の大手建設コンサルタント - 株式会社コーエイリサーチ&コンサルティング（ID&E HD 100.0%）- ODA事業等に関するコンサルファーム - PHILKOEI International, Inc.（ID&E HD 40.0%）- フィリピンを中心とした建設コンサルタント |

【都市空間】
| - 日本工営都市空間株式会社（ID&E HD 100.0%）- 総合建設コンサルタント - 株式会社黒川紀章建築都市設計事務所（ID&E HD 100.0%）- 建築設計事務所 |  | - BDP Holdings Limited（ID&E HD 100.0%）- 持株会社 - Bulding Design Partnership Limited（BDP HD 100.0%）- 英国の大手建築設計事務所 - Quadrangle Architects Limited（BDP 49.0％）- カナダの設計事務所 |

【エネルギー】
| - 日本工営エナジーソリューションズ株式会社（ID&E HD 100.0%）- 総合エネルギー事業 - 株式会社 工営エナジー（NKE 100.0%）- 水力発電所の運営等 |  | - 株式会社コーエイシステム（ID&E HD 100.0%）- 土木・電力・通信系Sler |